# Grecja na Zimowych Igrzyskach Olimpijskich 2002
Grecję na Zimowych Igrzyskach Olimpijskich 2002 reprezentowało 10 zawodników. Był to piętnasty start Grecji na zimowych igrzyskach olimpijskich.

## Wyniki reprezentantów Grecji

### Biathlon

#### Mężczyźni
| Zawodnik               | Konkurencja       | Czas      | Ilość pudeł | Pozycja | Źródło |
| ---------------------- | ----------------- | --------- | ----------- | ------- | ------ |
| Stavros Khristoforidis | Sprint            | 31:51.4   | 2 (1+1)     | 85.     | [ 1 ]  |
| Stavros Khristoforidis | Bieg indywidualny | 1:08:09.5 | 5 (2+1+0+2) | 85.     | [ 2 ]  |

#### Kobiety
| Zawodnik         | Konkurencja       | Czas      | Ilość pudeł | Pozycja | Źródło |
| ---------------- | ----------------- | --------- | ----------- | ------- | ------ |
| Despoina Vavatsi | Sprint            | 27:11.3   | 2 (0+2)     | 70.     | [ 3 ]  |
| Despoina Vavatsi | Bieg indywidualny | 1:04:39.4 | 7 (0+2+1+4) | 68.     | [ 4 ]  |

### Biegi narciarskie

#### Sprint

##### Mężczyźni
| Zawodnik         | Eliminacje | Eliminacje | Ćwierćfinał | Ćwierćfinał | Półfinał | Półfinał | Finał | Finał   | Pozycja | Źródło |
| Zawodnik         | Czas       | Pozycja    | Czas        | Pozycja     | Czas     | Pozycja  | Czas  | Pozycja | Pozycja | Źródło |
| ---------------- | ---------- | ---------- | ----------- | ----------- | -------- | -------- | ----- | ------- | ------- | ------ |
| Lefteris Fafalis | 3:01.98    | 41.        | NQ          | NQ          | NQ       | NQ       | NQ    | NQ      | 40.     | [ 6 ]  |

##### Kobiety
| Zawodnik         | Eliminacje | Eliminacje | Ćwierćfinał | Ćwierćfinał | Półfinał | Półfinał | Finał | Finał   | Pozycja | Źródło |
| Zawodnik         | Czas       | Pozycja    | Czas        | Pozycja     | Czas     | Pozycja  | Czas  | Pozycja | Pozycja | Źródło |
| ---------------- | ---------- | ---------- | ----------- | ----------- | -------- | -------- | ----- | ------- | ------- | ------ |
| Katerina Balkaba | 4:06.99    | 57.        | NQ          | NQ          | NQ       | NQ       | NQ    | NQ      | 57.     | [ 7 ]  |

#### Bieg łączony

##### Mężczyźni
| Zawodnik         | 10 km techniką klasyczną | 10 km techniką klasyczną | 10 km techniką dowolną | 10 km techniką dowolną | 10 km techniką dowolną | Źródło |
| Zawodnik         | Czas                     | Pozycja                  | Strata na początku     | Czas                   | Pozycja                | Źródło |
| ---------------- | ------------------------ | ------------------------ | ---------------------- | ---------------------- | ---------------------- | ------ |
| Lefteris Fafalis | 31:11.7                  | 68.                      | NQ                     | NQ                     | NQ                     | [ 8 ]  |

##### Kobiety
| Zawodnik         | 10 km techniką klasyczną | 10 km techniką klasyczną | 10 km techniką dowolną | 10 km techniką dowolną | 10 km techniką dowolną | Źródło |
| Zawodnik         | Czas                     | Pozycja                  | Strata na początku     | Czas                   | Pozycja                | Źródło |
| ---------------- | ------------------------ | ------------------------ | ---------------------- | ---------------------- | ---------------------- | ------ |
| Katerina Balkaba | 18:48.9                  | 71.                      | NQ                     | NQ                     | NQ                     | [ 9 ]  |

#### Biegi na dystanse

##### Mężczyźni
| Zawodnik         | Konkurencja             | Czas    | Pozycja | Źródło |
| ---------------- | ----------------------- | ------- | ------- | ------ |
| Lefteris Fafalis | 15 km stylem klasycznym | 46:17.9 | 65.     | [ 10 ] |

### Bobsleje

#### Mężczyźni
| Zawodnicy                               | Konkurencja | Czas przejazdu | Czas przejazdu | Czas przejazdu | Czas przejazdu | Suma    | Pozycja | Źródło |
| Zawodnicy                               | Konkurencja | 1              | 2              | 3              | 4              | Suma    | Pozycja | Źródło |
| --------------------------------------- | ----------- | -------------- | -------------- | -------------- | -------------- | ------- | ------- | ------ |
| John-Andrew Kambanis Ioannis Leivaditis | Dwójki      | 49.03          | 49.06          | 49.60          | 48.97          | 3:16.66 | 31.     | [ 11 ] |

### Narciarstwo alpejskie

#### Mężczyźni
| Zawodnik             | Konkurencja   | 1. przejazd | 1. przejazd | 2. przejazd | 2. przejazd | Czas końcowy     | Pozycja          | Źródło |
| Zawodnik             | Konkurencja   | Czas        | Pozycja     | Czas        | Pozycja     | Czas końcowy     | Pozycja          | Źródło |
| -------------------- | ------------- | ----------- | ----------- | ----------- | ----------- | ---------------- | ---------------- | ------ |
| Vasilios Dimitriadis | Supergigant   | DNF         | DNF         | Nie dotyczy | Nie dotyczy | Nieklasyfikowany | Nieklasyfikowany | [ 12 ] |
| Vasilios Dimitriadis | Slalom Gigant | 1:19.30     | 58.         | 1:16.85     | 43.         | 2:36.15          | 43.              | [ 13 ] |
| Vasilios Dimitriadis | Slalom        | 55.24       | 35.         | DQ          | DQ          | Nieklasyfikowany | Nieklasyfikowany | [ 14 ] |

#### Kobiety
| Zawodnik           | Konkurencja | 1. przejazd | 1. przejazd | 2. przejazd | 2. przejazd | Czas końcowy | Pozycja | Źródło |
| Zawodnik           | Konkurencja | Czas        | Pozycja     | Czas        | Pozycja     | Czas końcowy | Pozycja | Źródło |
| ------------------ | ----------- | ----------- | ----------- | ----------- | ----------- | ------------ | ------- | ------ |
| Konstantina Koutra | Slalom      | 1:09.19     | 47.         | 1:09.41     | 37.         | 2:18.60      | 37.     | [ 15 ] |

### Skeleton

#### Mężczyźni
| Zawodnicy         | Czas przejazdu | Czas przejazdu | Suma    | Pozycja | Źródło |
| Zawodnicy         | 1              | 2              | Suma    | Pozycja | Źródło |
| ----------------- | -------------- | -------------- | ------- | ------- | ------ |
| Michael Voudouris | 54.11          | 54.33          | 1:48.44 | 23.     | [ 16 ] |

#### Kobiety
| Zawodnicy   | Czas przejazdu | Czas przejazdu | Suma    | Pozycja | Źródło |
| Zawodnicy   | 1              | 2              | Suma    | Pozycja | Źródło |
| ----------- | -------------- | -------------- | ------- | ------- | ------ |
| Cindy Ninos | 54.54          | 54.74          | 1:49.28 | 13.     | [ 17 ] |